# Meine ersten zwanzig Millionen
Meine ersten zwanzig Millionen (Originaltitel: The First $20 Million Is Always the Hardest) ist eine US-amerikanische Filmkomödie aus dem Jahr 2002. Regie führte Mick Jackson, das Drehbuch schrieben Jon Favreau und Gary Tieche anhand eines Romans von Po Bronson.

## Handlung
Andy Kasper arbeitet für die Marketingabteilung eines Unternehmens und ist frustriert. Er kündigt und nimmt einen Job beim „LaHonda Research Institute“ an, wo ein Personal Computer entwickelt wird, der für 99 Dollar verkauft werden könnte. Die Idee, die gesamte Software im Internet abzuspeichern, bringt noch nicht die erwünschte Einsparung. Währenddessen suchen die Teammitglieder weibliche Freundschaften.
Kasper und seine Kollegen kündigen bei LaHonda und arbeiten auf eigene Faust weiter. Sie entwickeln ein als „emagi“ bezeichnetes Gerät. Währenddessen kommt Kasper seiner Nachbarin Alisa näher. Alisa erhält für ihre Hilfe Anteile an der Unternehmung. Sie verkauft ihre Anteile an Francis Benoit, den Chef von LaHonda, der die Patente nutzen will, um einen Computer zu bauen, den er für 999 Dollar verkaufen will. Alisa tröstet den niedergeschlagenen Kasper, der auf eine neue Idee kommt. Kasper und seine Freunde wenden sich an Hank, den Manager des LaHonda Research Institutes, der bei der Entwicklung eines neuen Computers hilft.
Die Freunde unterbrechen Benoits Pressekonferenz und kündigen eine neue Erfindung an, die sie den begeisterten Zuschauern demonstrieren. Es stellt sich heraus, dass sie die Bestellungen, die bei Benoit eingegangen sind und ihn zum Investieren seines Vermögens in die Produktion bewegt haben, fingiert hatten.

## Hintergrund
Der Film wurde in Los Angeles und in San Francisco gedreht. Er startete am 28. Juni 2002 in zwei Kinos der USA, in den er ca. 2500 US-Dollar einspielte. In den meisten Ländern wurde er direkt auf Video, DVD oder im Fernsehen veröffentlicht.

## Kritiken
Robert Koehler schrieb in der Zeitschrift Variety vom 1. Juli 2002, die „Möchtegern-Komödie“ wirke „abgenutzt“. Dawson versuche es, natürlich und menschlich zu wirken, während die anderen Darsteller stereotyp agieren würden. Garcia spiele am schlechtesten und übertreibe „fürchterlich“. Der Film-Dienst bezeichnete den Film als eine „langweilige und einfallslose Komödie“.